# ناو هواپیمابر چیتوز
ناو هواپیمابر چیتوز (به انگلیسی: Japanese aircraft carrier Chitose) یک کشتی بود که طول آن ۱۹۲٫۵ متر (۶۳۱ فوت ۷ اینچ) بود. این کشتی در سال ۱۹۳۶ ساخته شد.